# 赛力斯汽车（湖北）
赛力斯汽车（湖北）有限公司，原名东风小康汽车有限公司（英語：Dongfeng Sokon，简称），是赛力斯集团（原重庆渝安集团、小康工业集团）的全资子公司。
截至2021年，东风小康在中國共有4個生产基地，其中两个位于湖北十堰，两个位于重庆。

## 历史
前身为重庆渝安集团与东风汽车集团有限公司在2003年6月27日組建的东风渝安汽车有限公司。
东风小康生产微型面包车、商用车和客车，首款车型于2005年推出。东风小康于2015年开始在印尼组装和销售产品。2018年7月，东风小康在印尼推出SUV产品线。
2020年4月，重庆小康工业集团向东风汽车集团购买其所持有的东风小康50%股权，使得东风小康成为小康集团全资子公司。2023年10月，公司名称变更为赛力斯汽车（湖北）有限公司。